# 吹奏する羊飼い
『吹奏する羊飼い』（すいそうするひつじかい、蘭: Pijpende Herders、英: Piping Shepherds）は、17世紀オランダ絵画黄金時代の画家アルベルト・カイプが画業初期の1643-1644年にキャンバス上に油彩で描いた絵画である。1900年にコリス・P・ハンティントン (Collis P. Huntington) から遺贈されて以来、ニューヨークのメトロポリタン美術館に所蔵されている。

## 作品
カイプは、イタリアを訪れて風景を描いた画家たちや、彼らの作品を通してイタリアの明るい光や色彩を取り入れた画家たちを指す「オランダの親イタリア派」の1人であった。カイプはイタリアを訪れたことはなかったが、ローマでクロード・ロランの影響を強く受けたヤン・ボトなどから光や色彩の表現を学んだ。
カイプの最も魅力的で重要な作品は風景画であるが、彼は単に風景だけを描いた画家ではない。彼は風俗画、海景画、単身と集団の肖像画に加え、最も頻繁に動物画や、釣り、狩り、乗馬をする人物の登場する風景画も描いた。
この絵画は、楽器を奏で、余暇を楽しむ2人の羊飼いと彼らのそばで横になっているもう1人の羊飼いを描いている。座っている男はバグパイプを演奏し、立っている子供はフルートを吹いている。2頭の牛が光景を眺め、放置された羊たちは近くを放浪している。前景には犬がおり、羊飼いたちに仕事を思い出させようとしているかに見える。海と町のある風景が左側に見える。
画面のいくつかのモティーフは、アルベルト・カイプの父であるヤーコプ・カイプの絵画に由来するものであるかもしれない。実際、人物像はヤーコプの描いた人物像に類似している。1640年代初期には、父子が共同で制作した絵画が知られている。しかし、本作は共同制作になるものではなく、アルベルトの作品である。